# Operation Achse
Operation Achse var en tysk plan for en afvæbning af den italienske hær i tilfælde af en italiensk fred med de allierede under 2. verdenskrig.
Efter de allieredes invasion af Sicilien den 10. juli 1943 ønskede både Italiens politiske opposition med kommunisterne i spidsen og store dele af det regerende fascistiske parti, kongehuset samt hæren at træde ud af krigen. 
Adolf Hitler og Keitel, der var chef for Oberkommando der Wehrmacht (OKW), havde allerede i sommeren 1943 truffet forholdsregler, Operation Alarich, i tilfælde af, at Italien kapitulerede. I juli og august gennemgik den oprindelige operation en række ændringer. Under Achse skulle den italienske flåde beslaglægges, mens Operation Schwarz var rettet mod den italienske hær og luftvåben. Det besluttedes dog til sidst at sammenkøre de to operationer, der fik betegnelsen Achse. Allerede den 24. juli begyndte den tyske hær at koncentrere tropper i Norditalien med henblik på at besætte nøglestillinger i både Italien og på Balkan. 
Efter Benito Mussolinis afsættelse den 25. juli erklærede den nye italienske regeringschef Pietro Badoglio, at Italien ville fortsætte krigen, men allerede den 8. september 1943 offentliggjorde Dwight D. Eisenhower den italienske kapitulation. Så på Albert Kesselrings ordre iværksatte den tyske hær Operation Achse. Der stod 25 italienske divisioner i selve Italien og seks i Sydfrankrig og Korsika. De 16 tyske divisioner i Italien mødte spredt modstand i bl.a. Milano, Firenze og Torino, men i løbet af få dage lykkedes det at få kontrol over enhederne og afvæbne tropperne. Efterfølgende blev Rom besat. 
Den 21. september havde mere end 415.000 soldater i det nordlige Italien overgivet sig til enheder fra Heeresgruppe B. Parallelt med Achse afvæbnede tyskerne i Operation Konstantin de 20 italienske divisioner i Jugoslavien og Albanien samt de ti italienske divisioner i Grækenland. Afvæbningen af italienske tropper på Balkan gav væsentligt større problemer end i Italien. I Albanien gjorde Perugia Divisionen modstand og begyndte at udlevere våben til partisaner i området. I Montenegro gjorde divisionerne Taurinense, Firenze og Venezia modstand frem til oktober. Det store flertal af italienske tropper, der blev afvæbnet ved disse operationer, førtes til Tyskland, hvor de som "militærinternerede" blev udnyttet som tvangsarbejdere under kummerlige forhold. Tyskerne foretog også henrettelser af afvæbnede italienske tropper. 
Det lykkedes imidlertid ikke den tyske hær at erobre den italienske flåde, som på ordre fra de allierede afsejlede fra Italien. Flåden blev herefter angrebet af Luftwaffe, hvor slagskibet Roma blev sænket. Derudover slap både den italienske konge, Victor Emanuel III, og Badoglio væk fra Rom og nåede frem til de allierede i Brindisi i Syditalien.

## Operation Achse i tal

### Afvæbnede italienske soldater efter den 8. september
- Norditalien: 415.682
- Centralitalien: 102.340
- Frankrig: 8.722
- Balkan: 164.986
- Grækenland, Ægæiske øer: 265.000

Total: 1.006.730

### Våben og materiel beslaglagt fra den kongelige hær efter 8. september
- Rifler: 1.285.871
- Maskingeværer: 39.007
- Automatiske Moschetti: 13.906
- Mortérer: 8.736
- Kanoner: 2.754
- Artilleri: 5.568
- Køretøjer: 16.631
- 977 pansrede køretøjer